# Caïd (série télévisée, 2021)
Pour les articles homonymes, voir Caïd (homonymie).
Caïd est une mini-série télévisée française en dix épisodes d'environ 11 minutes créée par Ange Basterga et Nicolas Lopez et mise en ligne le 10 mars 2021 sur Netflix. Il s'agit de l'adaptation du film Caïd écrit par Ange Basterga et coréalisé avec Nicolas Lopez, qui a obtenu le grand prix du festival du Polar de Cognac 2017.

## Synopsis
Tony, jeune rappeur, dirige un réseau de cannabis dans une cité. Le label de sa maison de disques lui envoie un réalisateur, Franck et un cadreur, Thomas, pour tourner un clip. Les deux hommes deviennent les témoins d'une guerre des gangs.

## Distribution
- Abderamane Diakhite : Tony
- Mohamed Boudouh : Moussa
- Sébastien Houbani	: Franck
- Idir Azougli : Steve
- Julien Meurice : Thomas
- Abdillah Assoumani : Mabs
- Mohamed Souare : Kylian
- Yvan Sorel : Blanche Neige
- Jean-Toussaint Bernard : voix de Thomas
- Alexy Brun : Alex
- Nazim Kaabeche : Zimo
- Romain Vissol : voix de Bruno du label
- Siti Hamadi : Jess
- Houda Salhi : Houda
- Kilian Da Costa : Kilian
- Jafar Moughanim : Ahmed

## Production

### Genèse et développement
La série est adaptée du film Caïd écrit par Ange Basterga et coréalisé avec Nicolas Lopez qui a obtenu le grand prix du Festival Polar de Cognac 2017. Le film auto-produit, d'un montant de 70 000 € et tourné en quatre jours n'a pas trouvé de diffuseur et n'est pas sorti en salles. Aurélie Meimon et Noor Sadar de Frenchkiss Pictures s'intéressent alors au projet, et lancent une réécriture du scénario notamment avec la collaboration de Nicolas Peufaillit, scénariste de Un prophète dans le format d'une mini-série de dix épisodes de 10 minutes, et le proposent à Netflix. Nicolas Lopez : « Il faut écrire un cliffhanger à la fin de chaque épisode. C'est très différent de penser comme ça, mais c'est un exercice très intéressant. Ça rend le projet beaucoup plus nerveux, beaucoup plus rythmé, beaucoup plus dynamique ». La série est tournée en found footage, façon faux-documentaire, technique popularisée par le film Le Projet Blair Witch en 1999,.

### Tournage
La série est produite par Aurélie Meimon et tournée en vingt-quatre jours à Martigues, ville natale de Nicolas Lopez et Port-de-Bouc durant l'été 2020 avec les mêmes acteurs que le film Caïd. « On a voulu coller au plus près de la réalité en recrutant les comédiens en casting sauvage, dans les environs de Marseille, raconte Ange Basterga. Il nous fallait cette verve authentique et nous avons voulu montrer les femmes fortes des cités, à travers la sœur de Tony. On a aussi beaucoup de séquences d'improvisation ».

### Musique
L'acteur Abdramane Diakité, de son nom de scène EL KID, écrit et interprète cinq titres originaux dont un avec l'artiste de rap Ossem. « C’étaient des morceaux qu’on a mis parce qu’ils nous plaisaient, des morceaux que j’aimais bien écouter explique Nicolas Lopez. On a fait en sorte d’avoir des musiques intégrées aux séquences, elle est vraiment dans la scène, elle peut sortir d’une fenêtre d’un appartement, d’une voiture qui passe… C’était pour souligner le côté réaliste qu’on a voulu apporter ».
Des titres préexistants sont également présents :
- Belsunce Breakdown de Bouga
- R.A.C de SCH
- Le petit Marseillais de Naps
- A la muerte et Sadio Maness de Soso Maness

Avec également des titres de Ninho, Maes et Niro.

#### Bande originale
Un EP de six titres sort le 19 mars 2021 sur les plateformes de streaming.
Liste des titres
| 1. | Freestyle Caïd 1                 | Kid / Arslan Khalif   |  | 1:46 |
| 2. | Freestyle Caïd 2                 | Kid / Arslan Khalif   |  | 2:41 |
| 3. | Freestyle Caïd 3 (Arslan Khalif) | Kid / / Arslan Khalif |  | 2:49 |
| 4. | Savastano Corleone               |                       |  | 3:00 |
| 5. | Neuer                            | Kid et Ossem          |  | 3:08 |
| 6. | La rue                           | Ossem                 |  | 3:00 |

### Fiche technique
Sauf indication contraire ou complémentaire, les informations mentionnées dans cette section proviennent du générique de fin de l'œuvre audiovisuelle présentée ici.
- Titre original : Caïd
- Titre anglais : Dealer[10]
- Réalisation : Ange Basterga, Nicolas Lopez
- Direction artistique: Aurélie Meimon
- Scénario : Ange Basterga, Nicolas Lopez, Nicolas Peufaillit, d'après une idée originale d'Ange Basterga
- Photographe de plateau : Mika Colleton
- Production : Aurélie Meimon et Noor Sadar
- Société de production : Frenchkiss Pictures ; Netflix
- Pays de production :  France
- Langue originale : français
- Format : couleur
- Genres : drame policier, thriller
- Durée : 8 à 15 minutes
- Public : interdit aux moins de 16 ans
- Date de première diffusion :
  - Monde : 10 mars 2021 sur Netflix

## Épisodes
1. Spielberg
2. Charbon
3. Serreux
4. Arah
5. Moula
6. Freestyle
7. Frappe
8. La Bocco
9. Charcleurs
10. Caïd

## Accueil
En France, la série se classe à la première place du top 10 France lors de sa première semaine.
La série, première à être présentée dans ce format sur Netflix, est positivement accueillie par la presse. Pour Sud Ouest : « Caïd est une série nerveuse et rythmée. Les mouvements caméra à l’épaule ou embarquée créent parfois un sentiment d’oppression. Les séquences avec les comédiens amateurs apportent une fraîcheur bienvenue. La réalisation évoque celle d’un Éric Rohmer sous amphétamine, qui aurait trop regardé Scarface et Paranormal Activity ».
Pour Les Échos : « Si bon nombre de réalisateurs ont déjà filmé à leur manière les guerres de gangs, Caïd détonne par sa réalisation, non sans rappeler l'esthétique des jeux vidéo. Filmée caméra à l'épaule, dans un souci de réalisme, la série surprend dès les premières secondes par sa réalisation incisive, fiévreuse, idéale pour immerger le spectateur dans cette descente aux enfers. Quant au format choisi, dix épisodes de dix minutes, il permet de jouer plus facilement du rythme et des rebondissements. De quoi insuffler une sacrée fougue à cette série aux nombreuses promesses ».
Pour Sudinfo : « Une immersion choc violente, ultra-réaliste de par la façon dont elle a été mise en boîte façon jeux vidéo, et captivante dans le monde bleu-blanc-rouge de la drogue. À engloutir d’une traite (comptez moins de deux heures) ».

## Distinction

### Nomination
- Festival Canneséries 2021 : Prix du Public[14]